# Yi Ki-baek
Yi Ki-baek (이기백) est un historien coréen né en 1924 à Pyongyang et mort en 2004. Son œuvre la plus connue est le Kuksa sillon publié en 1967